# نخست‌وزیر کره شمالی
نخست‌وزیر کره شمالی با نام رسمی نخست‌وزیر کابینه جمهوری دموکراتیک خلق کره (به کره‌ای: 조선민주주의인민공화국 내각총리)، رئیس دولت غیراجرایی کره شمالی است. نخست‌وزیر کنونی پارک ته-سونگ است.
نخست‌وزیر رئیس و نظارت‌کننده بر کابینه است که وظیفه‌اش اجرای سیاست‌های کمیته مرکزی حزب کارگران کره است. نخست‌وزیر به‌طور نامی در کنار مجمع عالی خلق (یعنی رئیس کشور) و رئیس شورای امور دولتی (یعنی فرمانده کل قوا) یکی از سه زمامدار ناظر بر قوه مجریه کره شمالی است. روی کاغذ این سه هر یک یک سوم معادل قدرت رئیس‌جمهور در نظام‌های ریاستی را دارا هستند. رئیس مجمع عالی خلق مسئول روابط خارجی است، نخست‌وزیر امور داخلی را اداره می‌کند و رئیس حکومت است، و رئیس شورای امور دولتی (که تا پیش از ۲۰۱۶ به آن کمیسیون ملی دفاع گفته می‌شد) نیروهای مسلح را فرماندهی می‌کند. اما در عمل رئیس شورای امور دولتی که قانون اساسی آن را مادون دو مقام دیگر تعریف کرده، قدرت اصلی را دارد.